# Berlin–Angermünde–Berlin 1956

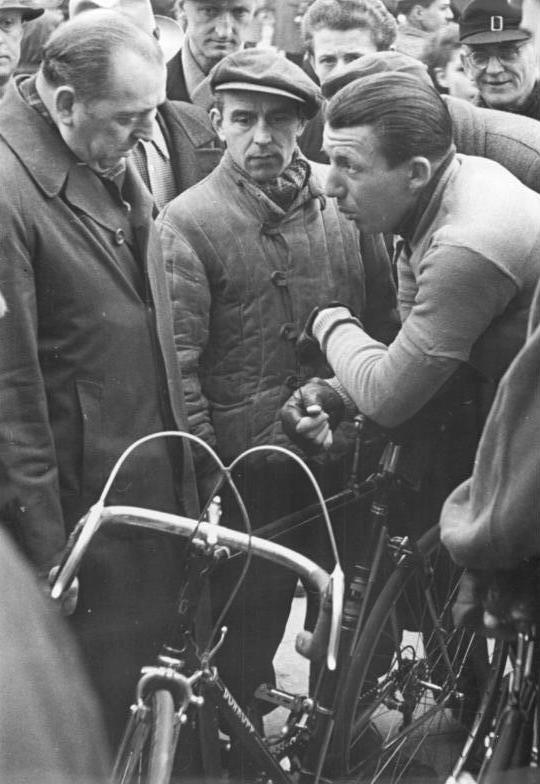
Horst Gaede am Start des Rennens

Berlin–Angermünde–Berlin 1956 war die 8. Austragung des Eintagesrennens Berlin–Angermünde–Berlin. Es fand am 8. April über 152 Kilometer statt. Sieger wurde Roland Henning.

## Rennverlauf
Veranstalter des Rennens war die BSG Post Berlin. Es war das erste Nominierungsrennen für die Internationale Friedensfahrt 1956. Alle Nationalfahrer waren am Start. Dazu kam die Nationalmannschaft aus Rumänien. Start und Ziel war die Dimitroffstraße. Vier Minuten Vorgabe hatten die Fahrer der Leistungsklasse II erhalten. Lange Zeit bildeten Roland Henning, Detlef Zabel und Ludovic Zanoni eine Spitzengruppe. Am Stadtrand von Berlin waren dann 21 Radrennfahrer an der Spitze. Eingangs der Zielstrecke trat Henning an und gewann mit minimalem Vorsprung.

## Ergebnisse
| Platz | Fahrer             | Verein                    | Zeit (h)  |
| ----- | ------------------ | ------------------------- | --------- |
| 01.   | Roland Henning     | SC DHfK Leipzig           | 4:56:27 h |
| 02.   | Gustav Adolf Schur | SC DHfK Leipzig           | gl. Zeit  |
| 03.   | Dieter Lüder       | BSG Post Berlin           | gl. Zeit  |
| 04.   | Lothar Meister I   | SC Wismut Karl-Marx-Stadt | gl. Zeit  |
| 05.   | Wolfgang Braune    | SC DHfK Leipzig           | gl. Zeit  |
| 06.   | Erich Schulz       | BSG Post Berlin           | gl. Zeit  |
| 0 …   |                    |                           |           |